# 宙わたる教室
『宙わたる教室』（そらわたるきょうしつ）は伊与原新の小説。2023年10月20日に文藝春秋より刊行された。第70回青少年読書感想文全国コンクール課題図書（高等学校の部）。
2024年10月より、NHK総合にてテレビドラマが放送された。

## 書誌情報
- 伊与原新『宙わたる教室』（2023年10月20日発売、文藝春秋）ISBN 978-4-16-391765-8

## テレビドラマ
2024年10月8日から12月10日までNHK総合の「ドラマ10」枠で放送された。NHK BSプレミアム4Kでも同じ放送期間において毎週火曜の18時15分から19時に放送中。主演は窪田正孝で、窪田がNHKのテレビドラマに出演するのは2020年度上半期生放送の連続テレビ小説『エール』以来である。

### キャスト

#### 主人公
藤竹叶（ふじたけ かなえ）〈34〉
演 - 窪田正孝
東新宿高校定時制に新しく赴任した理科教師。科学部を創部する。

#### 東新宿高校

##### 定時制生徒
柳田岳人（やなぎだ たけと）〈21〉
演 - 小林虎之介（幼少期：木村優来）
2年生。負のスパイラルから抜け出せない不良。ゴミ処理業者で働いている。
字が読めないため多くの人にバカにされ続け、幼い頃からひとりで悩みを抱えている。連立方程式のテストでは計算問題は全問正解だが文章問題は全て手つかず。
藤竹の見立てでは「ディスレクシア」と呼ばれる学習障害。その見立てを聞かされて「なんで俺に教えたんだ! 結局“不良品は不良品”ってことだ」と泣きながら食ってかかる。しかし実は聡明で向学心もある。
名取佳純（なとり かすみ）〈16〉
演 - 伊東蒼（幼少期：藤山千恵梨）
1年生。起立性調節障害を抱え、保健室登校を続けている。
越川アンジェラ（こしかわ アンジェラ）〈43〉
演 - ガウ（幼少期：中原ナッシュ）
2年生。フィリピン人の母と日本人の父を持つ。熟語と数学が苦手で授業についていくことを諦めかけている。マリと仲がよい。今は幸せだが子どもの頃はいじめられていた。
長嶺省造（ながみね しょうぞう）〈76〉
演 - イッセー尾形
2年生。青年時代高校に通えなかったため、学び直すために定時制に入学した。
庄司麻衣
演 - 紺野彩夏
2年生。学校に通う一方、キャバクラで働いている。娘がいる。
池本マリ
演 - 山﨑七海
2年生。アンジェラの友達。中学生の時、いじめられていたことが原因でカッターナイフを振り回す事件を起こした過去がある。
松谷真耶
演 - 菊地姫奈
名取佳純の友達。1年生。
生徒（2年A組）
演 - 倉持菫（浅丘花梨）、おぎのさな（渡辺優香）、水野哲志（三嶋慎一）、肥田日向（浜口健汰）、圓岡晃汰（大沢雄一郎）

##### 全日制生徒
丹羽要
演 - 南出凌嘉（小学生時：安藤柚聖）
2年生。コンピューター部の部長を務めている。

##### 教師
木内泉水（きうち いずみ）
演 - 田中哲司
ベテラン英語教師。
佐久間理央（さくま りお）
演 - 木村文乃
養護教諭。元看護師。

#### その他
相澤努（あいざわ つとむ）
演 - 中村蒼
藤竹の大学同期でJAXAの准教授となったエリート。
三浦孔太
演 - 仲野温
岳人に麻薬の売買を誘う不良仲間。
朴大成
演 - 阿佐辰美
岳人と三浦の不良仲間。学校に通う岳人を応援している。
金井悠
演 - 佐久本宝
かつて藤竹と共に石神教授の研究室で研究を手伝っていた高専の学生。研究でも大きな成果をあげ、名京大3年次編入を目指していたが、「高専の学生の名前を入れたら論文の格が下がる」と論文執筆者から外され、失意のまま研究者としての途を断った。
越川レイナ
演 - 黒崎レイナ
アンジェラの娘。
名取円佳
演 - 伊礼姫奈（幼少期：多賀優月）
名取佳純の姉。学歴主義の母の期待に応えて、私立名門校である明葉学院に通う高校2年生。妹への対応は冷たい。
長嶺江美子
演 - 朝加真由美
長嶺省造の妻。病気を患っている。
石神怜生（いしがみ れい）
演 - 高島礼子
7年前、藤竹が名京大学で助教をしていた時の上司。現在は名京大学の教授の他に国の科学政策振興委員の委員長も務める。
伊之瀬嘉之（いのせ よしゆき）
演 - 長谷川初範
元東郷大学の教授。藤竹と相澤の恩師。現在は山梨の実家で暮らしつつ、科学の楽しさを広めるための講演や出前授業をしている。
ゆりな
演 - ミカ
発達障害であるディスレクシアを抱え、岳人と同じ「LDプラザ」に通っている。

#### ゲスト

##### 第1話
武井雄介
演 - 足立智充（第8話）
岳人が働くゴミ回収業での先輩従業員。
中津
演 - 岩谷健司
岳人が働くゴミ回収業者のベテラン従業員。岳人が落としたノートを拾いひらがなで書かれた中身を見てバカにしたため、岳人に殴られる。
パート女性
演 - 滝沢恵
中津を殴った岳人が配置換えされたゴミ仕分け場のパートタイム労働の女性。
岳人の両親
演 - 関幸治、安川まり
息子・岳人の「字を読むのが疲れる」という訴えを受け入れず、「なにが『疲れる』だ、辛抱が足りない」「ほかの人と同じになれない」と岳人を責め続け、学習障害であるかもしれないという考えを持たなかった。
クラスメイト
演 - 横井仁、奈良澪
読み書きが苦手な岳人を馬鹿にする小学校時代のクラスメイト。

##### 第2話
黒田玲奈
演 - 鎌田らい樹
東新宿高校全日制の生徒。大学生の彼氏から貰ったペンケースが無くなったと定時制に通うマリを犯人扱いする。
谷口沙希
演 - 白倉碧空
東新宿高校全日制の生徒。玲奈の友達。
倉橋先生
演 - 山田キヌヲ
幼い日のアンジェラを就学できるよう尽力した恩師。
宮部善之
演 - 竹井亮介
東新宿高校全日制の教師。
越川ナサン
演 - Faisal A
アンジェラの夫。フィリピン料理屋「ジャスミン」を経営している。
生徒
演 - 金田静奈
沙希からペンケースをフリマで売るよう頼まれた後輩。
客
演 - ブンシリ
フィリピン料理屋「ジャスミン」の常連客。
少女
演 - A・カリマ
縄跳び遊びをしている子どもたちを公園の外から見つめる少女。

##### 第3話
名取佳乃
演 - 宮下今日子
名取姉妹の母親。
ホスト
演 - 斎藤挙人
松谷真耶を探しに街に出た名取佳純を執拗に店に誘う。
少女
演 - 神倉千晶、鈴木智恵
松谷真耶の友人。

##### 第4話
医師
演 - 大塚ヒロタ
清福総合病院に入院している長嶺江美子の主治医。

##### 第5話
円佳の友人
演 - 大塚萌香
明葉学院高校生。
教頭
演 - 佐藤正浩
科学部の第48回 関東高校生・科学発表コンテストへのエントリーが、定時制からの前例がないという理由で受理されなかったと告げる。
佐々木
演 - 東野良平
第47回 関東高校生・科学発表コンテストの会場で藤竹を見つけて声をかける男性。藤竹の「天体衝突と惑星の進化に関する論文」に感銘を受けたという。
麻衣の元夫
演 - 早瀬圭人
娘との面会日に麻衣と揉めているところに岳人たちが通りかかる。
庄司恵麻
演 - 曽根田あすな
麻衣の娘。
委員
演 - 猪爪尚紀（第8話）
科学政策促進委員会の委員。
第47回 関東高校生 科学発表コンテストで研究発表する高校生
演 - 松本拓海
「多穂川流域のマイクロプラスチックに関する研究 FTIR分析による流域内のMPs移行プロセスの解明」について発表している。
演 - 増井湖々
「アスペリティモデル実験による強振動予測 速度・状態依存摩擦構成側の仮定」についてを長嶺に説明しようとする。
演 - 北原十希明
「アマチュア天文観測機材による月面の分光観測」について発表している。
演 - いぬづかゆい、松藤史恩
「密度成層を用いた蜃気楼の模擬実験と結果の分析」について発表している。
第47回 関東高校生 科学発表コンテストに参加した高校生
演 - 瀬戸口祥侑

##### 第6話
津久井宏和
演 - 水橋研二（第7話）
全日制の教師。コンピュータ部の顧問。
高橋一郎
演 - 佐藤誓（第7話・第8話）
JAXA所長。石神怜生に気を遣っている。
要の母
演 - 森口彩乃

山崎拓己
演 - 蒼井旬
丹羽要と同級生の全日制生徒。
河本、土田、佐々木
演 - 坂本龍之介、大政凜、増田怜雄
コンピュータ部の1年生生徒。
丹羽衛
演 - 小林空叶（小学生時：白鳥廉）
丹羽要の弟。両親が別居し父親が出て行ってから、笑わなくなり部屋から出なくなったという。

##### 第7話
ノア・ラングレー
演 - ブレーク・クロフォード（第8話）
NASAエイムズ研究センター主任研究員。専門はアストロバイオロジー。伊之瀬嘉之の古い友人。
鷲見修一
演 - 浦上晟周（第8話）
藤竹叶が昼間に研究を続ける東郷大学の大学院生。
院生
演 - 松澤和輝、北野秀気
同院生。定時制の高校教師となり大学を定時で退勤する藤竹の研究者としてのピークは既に終わっている、と切り捨てる。
研究員
演 - 太田唯（役名：望月純）、岡部ひろき
JAXAの相澤のチームの研究員。

##### 第8話
職員
演 - 丈
柳田岳人が通うディスレクシア学習支援センター「LDプラザ」の職員。
JAXA職員
演 - 佐々木道成
見学に来た小学生たちを引率する。
須永、山城
演 - ムトコウヨウ（第9話）、荒井啓汰（第9話）
三浦孔太と親しい半グレ。
小学生
演 - 前多健登、仲佐ののか、戸島美織、徳山なお
JAXA見学に来た小学生たち。

##### 第9話
諸田邦彦
演 - 竹森千人
金井悠を石神の研究室に推薦した高専の教師。
母親、子ども
演 - 田川可奈美、一力義正
岳人が陸橋で遭遇した親子。虹が出ているのを見て「虹はなんで七色なの」と話している。
ロビン
演 - エイデン・ヒンクル
藤竹が留学していたアリゾナの研究室で会った青年。先住民のナバホ族出身で、居留地の寒さをしのぐ為に廃品で暖房装置を作り、その技術が認められ月面に建設する有人基地の蓄熱技術に応用されることになったという。

##### 最終話
司会
演 - 本郷弦
日本地球惑星学会 2025の高校生セッション 口頭発表の司会者。
審査員
演 - 石井英明、ふるごおり雅浩
同審査員。
女性
演 - 井上みなみ
学会会場で石神を見かけて声をかける。
生徒
演 - 石田莉子、辻村晃佑
火山灰編年法（テフロクロノロジー）を用いた磐梯火山の活動史解析を発表した福島県立岩代高校の生徒。
学生
演 - 梅谷祐成、伊藤佑晟
高校生セッションの観客。素人質問を投げる長嶺を見て驚く。

### スタッフ
- 原作 - 伊与原新『宙わたる教室』[4]
- 脚本 - 澤井香織[4]
- 演出 - 吉川久岳（ランプ）、一色隆司（NHKエンタープライズ）、山下和徳[4]
- 音楽 - jizue[71]
- 主題歌 - Little Glee Monster「Break out of your bubble」（Sony Music Labels Inc.）[72]
- 制作統括 - 橋立聖史（ランプ）、神林伸太郎（NHKエンタープライズ）、渡辺悟（NHK）[4]

### 受賞
- 第28回日刊スポーツ・ドラマグランプリ 秋ドラマ[73]
  - 作品賞
  - 助演男優賞（小林虎之介）

### 放送日程
| 各話   | 放送日   | サブタイトル             | 演出     |
| ------ | -------- | ------------------------ | -------- |
| 第1話  | 10月08日 | 夜八時の青空教室         | 吉川久岳 |
| 第2話  | 10月15日 | 雲と火山のレシピ         | 吉川久岳 |
| 第3話  | 10月22日 | オポチュニティの轍       | 吉川久岳 |
| 第4話  | 10月29日 | 金の卵の衝突実験         | 吉川久岳 |
| 第5話  | 11月05日 | 真夏の夜のアストロノミー | 一色隆司 |
| 第6話  | 11月12日 | コンピューター室の火星   | 山下和徳 |
| 第7話  | 11月19日 | 浮遊惑星のランデブー     | 一色隆司 |
| 第8話  | 11月26日 | メテオライトの憂鬱       | 一色隆司 |
| 第9話  | 12月03日 | 恐竜少年の仮説           | 吉川久岳 |
| 最終話 | 12月10日 | 消えない星               | 吉川久岳 |

| NHK総合 ドラマ10                                                                            | NHK総合 ドラマ10                          | NHK総合 ドラマ10                           |
| 前番組                                                                                      | 番組名                                    | 次番組                                     |
| ------------------------------------------------------------------------------------------- | ----------------------------------------- | ------------------------------------------ |
| 家族だから愛したんじゃなくて、 愛したのが家族だった （再編集版） （2024年7月9日 - 9月24日） | 宙わたる教室 （2024年10月8日 - 12月10日） | 東京サラダボウル （2025年1月7日 - 3月4日） |